# Diocesi di Kalamazoo
La diocesi di Kalamazoo (in latino Dioecesis Kalamazuensis) è una sede della Chiesa cattolica negli Stati Uniti d'America suffraganea dell'arcidiocesi di Detroit. Nel 2021 contava 90.500 battezzati su 966.900 abitanti. È retta dal vescovo Edward Mark Lohse.

## Territorio
La diocesi comprende 9 contee nella parte sud-occidentale dello stato americano del Michigan: Allegan, Van Buren, Berrien, Cass, St. Joseph, Kalamazoo, Branch, Calhoun e Barry.
Sede vescovile è la città di Kalamazoo, dove si trova la cattedrale di Sant'Agostino (St. Augustine Cathedral).
Il territorio si estende su 13.817 km² ed è suddiviso in 46 parrocchie, raggruppate in 5 decanati.

## Storia
La diocesi è stata eretta il 19 dicembre 1970 con la bolla Qui universae di papa Paolo VI, ricavandone il territorio dalle diocesi di Grand Rapids e di Lansing.

## Cronotassi dei vescovi
Si omettono i periodi di sede vacante non superiori ai 2 anni o non storicamente accertati.
- Paul Vincent Donovan † (15 giugno 1971 - 22 novembre 1994 dimesso)
- Alfred John Markiewicz † (22 novembre 1994 - 9 gennaio 1997 deceduto)
- James Albert Murray † (18 novembre 1997 - 6 aprile 2009 ritirato)
- Paul Joseph Bradley (6 aprile 2009 - 23 maggio 2023 ritirato)
- Edward Mark Lohse, dal 23 maggio 2023

## Statistiche
La diocesi nel 2021 su una popolazione di 966.900 persone contava 90.500 battezzati, corrispondenti al 9,4% del totale.
| anno | popolazione | popolazione | popolazione | presbiteri | presbiteri | presbiteri | presbiteri                | diaconi | religiosi | religiosi | parrocchie |
| anno | battezzati  | totale      | %           | numero     | secolari   | regolari   | battezzati per presbitero | diaconi | uomini    | donne     | parrocchie |
| ---- | ----------- | ----------- | ----------- | ---------- | ---------- | ---------- | ------------------------- | ------- | --------- | --------- | ---------- |
| 1976 | 88.817      | 796.912     | 11,1        | 94         | 61         | 33         | 944                       | 2       | 46        | 350       | 45         |
| 1980 | 91.950      | 808.000     | 11,4        | 85         | 53         | 32         | 1.081                     | 11      | 40        | 318       | 46         |
| 1990 | 96.924      | 877.000     | 11,1        | 79         | 63         | 16         | 1.226                     | 17      | 27        | 279       | 60         |
| 1999 | 114.632     | 912.044     | 12,6        | 69         | 55         | 14         | 1.661                     | 17      | 7         | 217       | 46         |
| 2000 | 117.004     | 916.359     | 12,8        | 75         | 63         | 12         | 1.560                     | 22      | 15        | 196       | 46         |
| 2001 | 117.523     | 917.327     | 12,8        | 74         | 61         | 13         | 1.588                     | 20      | 16        | 155       | 46         |
| 2002 | 116.740     | 937.037     | 12,5        | 74         | 62         | 12         | 1.577                     | 20      | 13        | 173       | 47         |
| 2003 | 118.452     | 940.352     | 12,6        | 67         | 58         | 9          | 1.767                     | 28      | 11        | 175       | 49         |
| 2004 | 117.088     | 940.352     | 12,5        | 72         | 60         | 12         | 1.626                     | 27      | 14        | 170       | 46         |
| 2006 | 109.348     | 954.564     | 11,5        | 75         | 63         | 12         | 1.457                     | 25      | 13        | 150       | 49         |
| 2011 | 106.200     | 950.990     | 11,2        | 68         | 59         | 9          | 1.561                     | 35      | 10        | 217       | 46         |
| 2013 | 109.358     | 964.000     | 11,3        | 72         | 60         | 12         | 1.518                     | 45      | 14        | 193       | 46         |
| 2016 | 101.568     | 953.355     | 10,7        | 71         | 62         | 9          | 1.430                     | 42      | 11        | 201       | 46         |
| 2019 | 95.831      | 959.496     | 10,0        | 73         | 59         | 14         | 1.312                     | 54      | 15        | 161       | 46         |
| 2021 | 90.500      | 966.900     | 9,4         | 65         | 58         | 7          | 1.392                     | 3       | 8         | 145       | 46         |